# Clematicissus
Clematicissus es un género de plantas perteneciente a la familia de la vid (Vitaceae). El género está constituido por dos especies:

## Especies aceptadas
A continuación se brinda un listado de las especies del género Clematicissus aceptadas hasta octubre de 2011, ordenadas alfabéticamente. Para cada una se indica el nombre binomial seguido del autor, abreviado según las convenciones y usos.
- Clematicissus angustissima (F.Muell.) Planch.
- Clematicissus opaca (F.Muell.) Jackes & Rossetto